# Пасіфік Ндабіхавенімана
Пасіфік Ндабіхавенімана (фр. Pacifique Ndabihawenimana, 5.березня.1985) — бурундійський футбольний арбітр. Арбітр ФІФА з 2013 року.

## Кар'єра
Працював на таких міжнародних змаганнях:
- Футбольний турнір на Африканських іграх 2015 (2 матчі)
- Юнацький кубок африканських націй 2017 (1 матч)
- Чемпіонат африканських націй 2018 (1 матч)
- Молодіжний кубок африканських націй 2019 (2 матчі)
- Кубок африканських націй 2019 (1 матч)
- Чемпіонат африканських націй 2020
- Кубок африканських націй 2021